# Klaprothia fasciculata
Klaprothia fasciculata är en brännreveväxtart som först beskrevs av Karel Bořivoj Presl, och fick sitt nu gällande namn av M.S. Poston. Klaprothia fasciculata ingår i släktet Klaprothia och familjen brännreveväxter. Inga underarter finns listade i Catalogue of Life.